# Kurt-Schubert-Gedächtnispreis
Der Kurt-Schubert-Gedächtnispreis für interreligiöse Verständigung wird seit 2010  in Erinnerung an den Doyen der österreichischen Judaistik Kurt Schubert verliehen. Er wurde von Petrus Bsteh, dem Gründer und Leiter des Forum für Weltreligionen initiiert und einem Stiftungskomitee anvertraut. Diesem gehören an:  das Forum für Weltreligionen. Ökumenische Arbeitsstelle für interreligiösen Dialog und interreligiöse Zusammenarbeit (früher unter der Bezeichnung Kontaktstelle für Weltreligionen - KWR; www.weltreligionen.at), der Ökumenischen Rat der Kirchen, der Katholischen Akademikerverband, das Stift Klosterneuburg und der Koordinierungsausschuss für christlich-jüdische Zusammenarbeit. Der Preis dient einerseits dazu, das geistige und ideelle Erbe Kurt Schuberts weiterzutragen und für den Dialog fruchtbar zu machen, andererseits zur Förderung und Verbreitung der interreligiösen Verständigung in Österreich und darüber hinaus. Der Preis ist derzeit mit 5.000 Euro dotiert. Zu jeder Preisverleihung ist eine Festschrift im Forum für Weltreligionen erhältlich.

## Preisträger
- 2010 Marko M. Feingold,[2] Laudator war Hubert Gaisbauer
- 2012 Alfred Stingl für sein Engagement als Bürgermeister der Stadt Graz, für die Neuerrichtung der Synagoge Graz, die Abhaltung einer ökumenischen Europaversammlung, einer buddhistischen Kalachakrafeier mit dem Dalai Lama, und die erste europäische Imamekonferenz, übergeben von Diözesanbischof Egon Kapellari, Laudator war Philipp Harnoncourt[3]
- 2014 Religionstheologisches Institut St. Gabriel/Mödling der Societas Verbi Divini und dessen Leiter Andreas Bsteh (Preisverleihung am 6. Februar 2014 in St. Pölten), Laudator Adel Khoury
- 2016 Irmgard Aschbauer und Ruth Steiner[4]
- 2018 Zekirija Sejdini für seine Verdienste um eine zeitgemäße Erforschung und Vermittlung islamischer Glaubenslehren[5]
- 2019 Ingeborg Fialova für ihre Verdienste für das Zentrum für Judaistische Studien in Olmütz/Tschechien
- 2020 Eva Grabherr für ihre Mitarbeit am Aufbau des jüdischen Museums in Hohenems und ihr vielfältiges Engagement für Integration und Verständigung (Verleihung am 3. Februar 2020)
- 2022 Asztrik Várszegi
- 2023 Josef Kopeinig, Bildungshaus-Sodalitas-Rektor[6]